# Vaucresson
Vaucresson (pronuncia: /vokʁɛˈsõ/) è un comune francese di 8 627 abitanti situato nel dipartimento dell'Hauts-de-Seine nella regione dell'Île-de-France.

## Società

### Evoluzione demografica
Abitanti censiti